# Fedrelandslaget

Emblem des Fedrelandslaget

Das Fedrelandslaget (deutsch: Vaterlandsliga) war eine Propagandaorganisation der norwegischen konservativen Parteien von 1925 bis zur Auflösung durch die deutsche Besatzungsmacht 1940.
Es wurde als Stiftung gegründet, unter den Stiftern waren Fridtjof Nansen und der frühere Premierminister Christian Michelsen. Ziel war es, ein bürgerliches Gegengewicht gegen den erstarkenden Sozialismus zu schaffen. 1936 schlug die Organisation Hitler und Mussolini für den Friedensnobelpreis vor. Es spielte eine bedeutende Rolle bei der Stortingswahl von 1930, verlor danach aber an Bedeutung und geriet zusehends unter den Einfluss des italienischen Faschismus und deutschen Nationalsozialismus. Nach der deutschen Invasion versuchte die Organisation unter ihrem Vorsitzenden Victor Mogens, sich als politische Alternative zu Vidkun Quisling zu etablieren. Am 25. September 1940 wurde sie durch den Reichskommissar Terboven aufgelöst.
Anders Lange, der Gründer der Fremskrittspartiet, war von 1930 bis 1938 Sekretär des Fedrelandslaget.

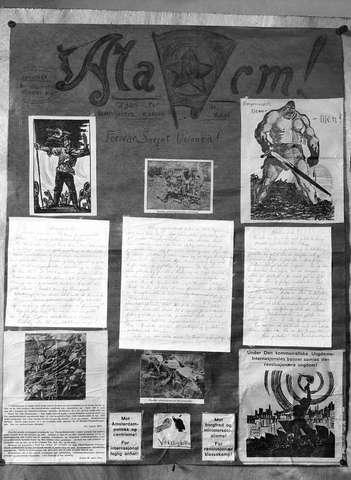
„Alarm“ – Wandzeitung mit Parolen und Propaganda der Fædrelandslaget von 1929.
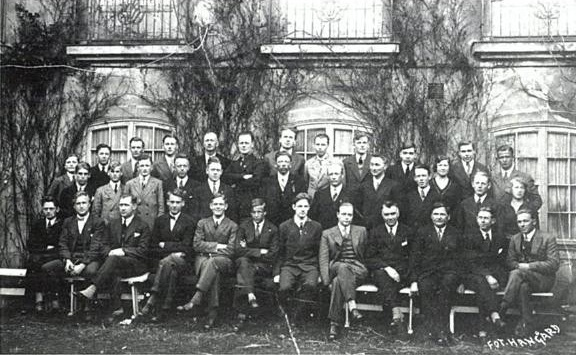
Die Vertrauensmänner der Fedrelandslaget bei einem Gruppenfoto von 1932. Parteimitglied Anders Lange sitzt vorn in der ersten Reihe, als zweiter von links.